# Villa del Rosario (Colombia)
Villa del Rosario è un comune della Colombia facente parte del dipartimento di Norte de Santander. Il comune è situato all'interno dell'area metropolitana di Cúcuta.
L'abitato venne fondato da Ascencia Rodríguez de Morales e José Díaz de Astudillo nel 1761.